# دونالد بير
دونالد بير (بالإنجليزية: Donald Beer)‏ هو مجدف أمريكي، ولد في 31 مايو 1935 في نيويورك في الولايات المتحدة، وتوفي في 25 يناير 1997 في برينستون في الولايات المتحدة.

## وصلات خارجية
- دونالد بير على موقع الاتحاد الدولي للتجديف (الإنجليزية)
- دونالد بير على موقع اللجنة الأولمبية الدولية (الإنجليزية)
- دونالد بير على موقع أوليمبيديا (الإنجليزية)